# Alpy Południowe

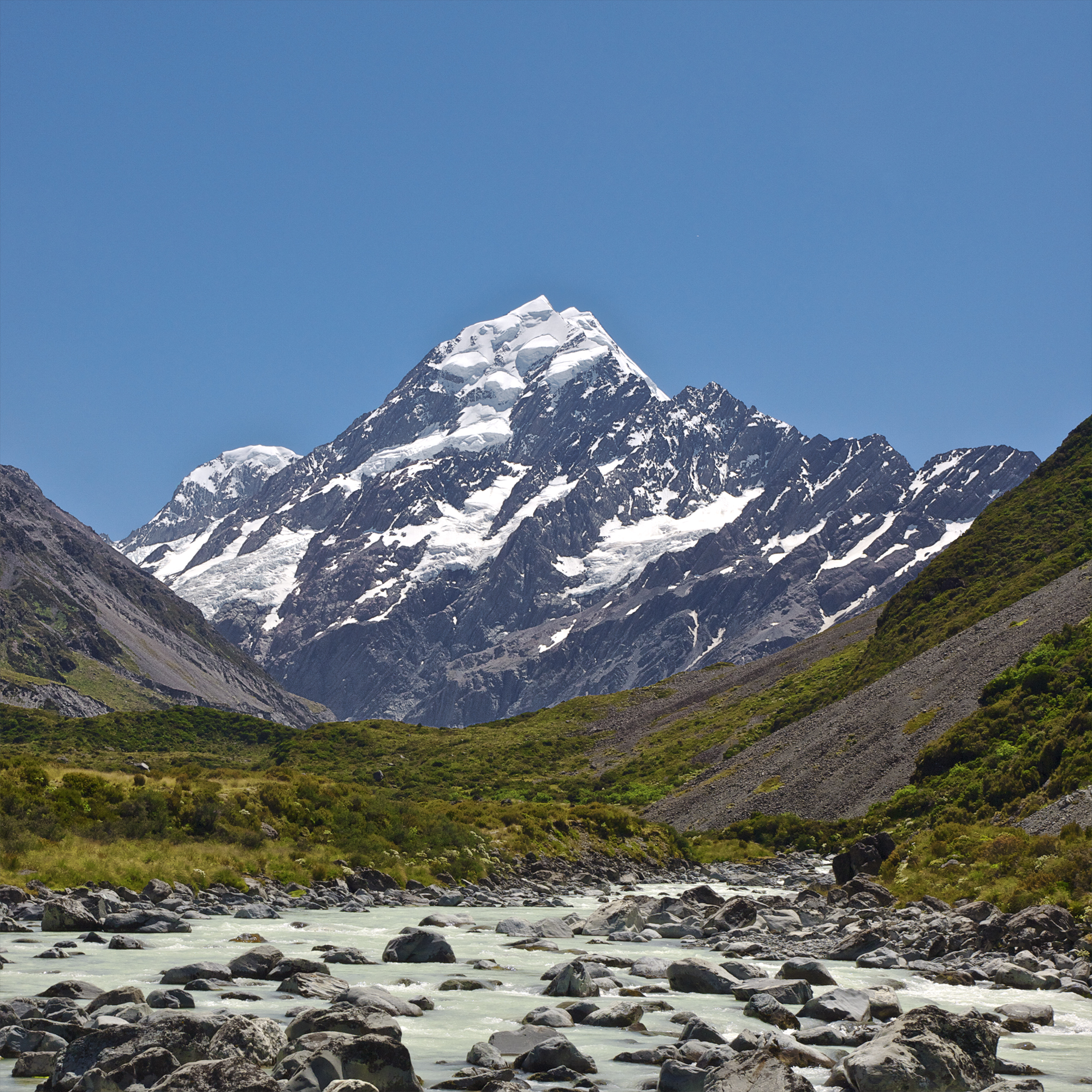
Widok z doliny Hooker Valley na Górę Cooka

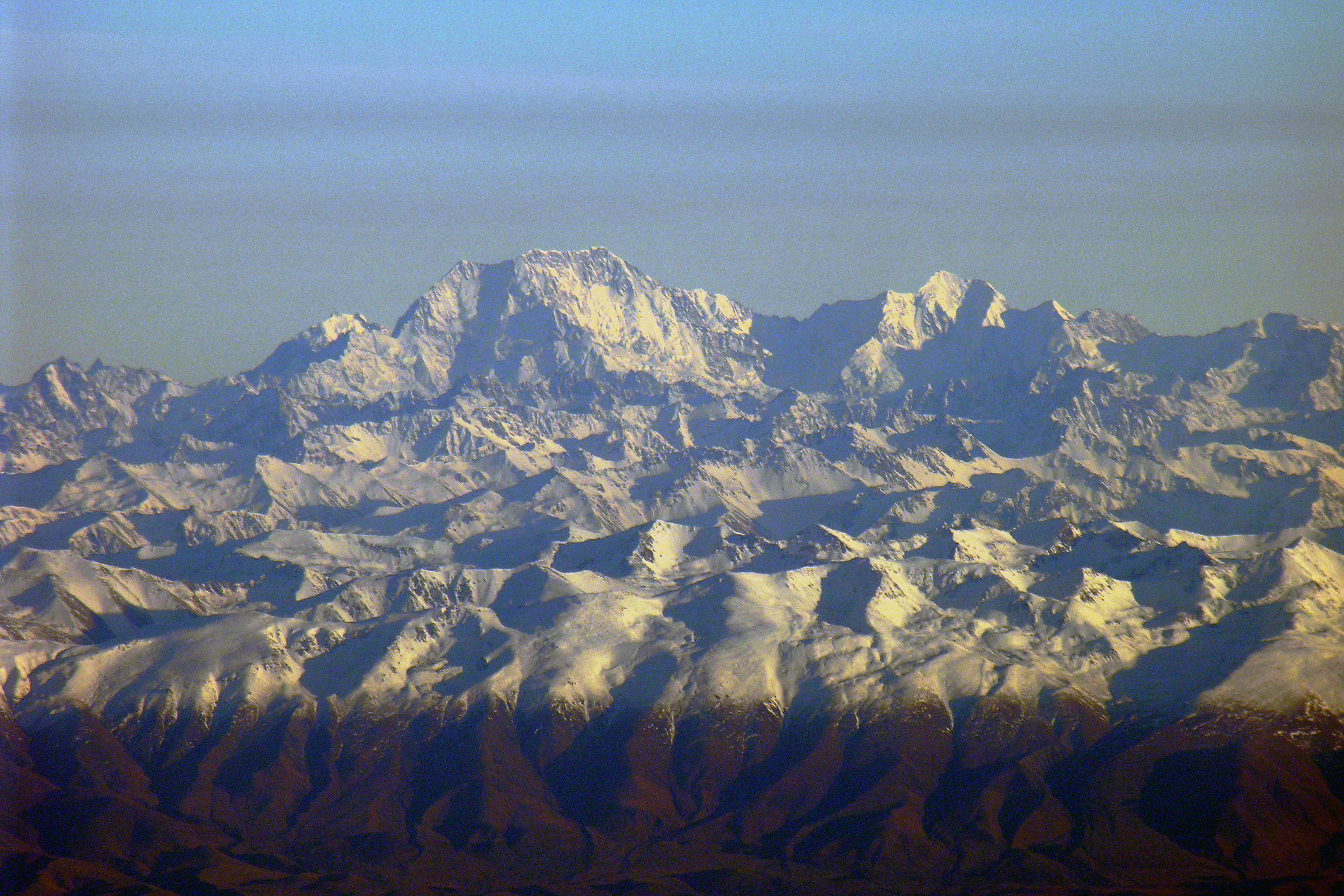
Widok z drogi Christchurch – Invercargill na pasmo Mount Cook Range

Alpy Południowe, Alpy Nowozelandzkie (ang. Southern Alps, maori Kā Tiritiri o Te Moana) – łańcuch górski ciągnący się z północnego wschodu na południowy zachód przez całą długość (około 750 km) Wyspy Południowej Nowej Zelandii. Północne stoki łańcucha schodzą stromo do Morza Tasmana.
Najwyższym szczytem Alp Południowych, a zarazem najwyższym szczytem Nowej Zelandii jest Góra Cooka (Aoraki/Mount Cook) (3 754 m). W sumie 23 szczyty wznoszą się na wysokość ponad 3 000 metrów n.p.m.
W Alpach Południowych znajduje się dziewięć parków narodowych. Są to: Fiordland National Park, Arthur’s Pass National Park, Abel Tasman National Park, Park Narodowy Góry Cooka, Nelson Lakes National Park, Westland Tai Poutini National Park, Mount Aspiring National Park, Kahurangi National Park, Paparoa National Park.

## Geografia i geologia
Alpy Południowe zbudowane są w większości z łupków krystalicznych i gnejsów z intruzjami granitoidów i skał wulkanicznych. Dzielą się na kilkadziesiąt pasm górskich.
Na południowym zachodzie zbocza pasm (m.in. Darran Mountains i Kepler Mountains), schodzące stromo do morza, tworzą liczne fiordy. Znajduje się tu Fiordland National Park. Na wschód od nich ciągną się m.in. pasma Takitimu Mountains i Eyre Mountains.
Dalej na północny wschód, w grzbiecie głównym, znajdują się m.in. pasma Snowdrift Range i Barrier Range. a na północny zachód od niego m.in. pasma Mark Range, Browning Range, Selbourne Range, Drake Range, Waipara Range, Haast Range, Five Fingers Range, Olivine Range, Stafford Range, Bryneira Range oraz Skippers Range. Na południowy wschód od grani głównej znajdują się m.in. pasma Young Range, McKerrow Range, Barrier Range, Harris Mountains, Richardson Mountains i Humboldt Mountains.
Dalej na północny wschód znajdują się najwyższe pasma Alp Południowych. Są to m.in. Mount Cook Range, Arrowsmith Range, Two Thumb Range. a także m.in. Burnett Mountains, The Sierra Range, Ben Ohau Range, Baird Range, Fritz Range, Victoria Range, Hooker Range, Banks Range, Liebing Range i Malte Brun Range.
Na północy Alpy Południowe dzielą się na dwie części. Południowo-wschodnia część to m.in. pasma Spenser Mountains i Richmond Range, a północna to m.in. Arthur Range i Tasman Mountains.
Alpy Południowe to także około 360 lodowców, z których największy to Lodowiec Tasmana (29 km długości).
Góry zostały nazwane przez Jamesa Cooka 23 marca 1770.

## Najwyższe szczyty Alp Południowych[1]
| Lp. | Szczyt                 | Wysokość |
| --- | ---------------------- | -------- |
| 1   | Aoraki/Góra Cooka      | 3 724 m  |
| 2   | Góra Tasmana           | 3 498 m  |
| 3   | Rakiroa/Mount Dampier  | 3 440 m  |
| 4   | Mount Vancouver        | 3 309 m  |
| 5   | Mount Silberhorn       | 3 303 m  |
| 6   | Mount Hicks            | 3 218 m  |
| 7   | Mount Graham           | 3 203 m  |
| 8   | Mount Lendenfeld       | 3 203 m  |
| 9   | Mount Malte-Brun       | 3 176 m  |
| 10  | Torres Peak            | 3 165 m  |
| 11  | Mount Teichelmann      | 3 162 m  |
| 12  | Mount Sefton           | 3 157 m  |
| 13  | Mount Haast            | 3 140 m  |
| 14  | Mount Elie de Beaumont | 3 111 m  |
| 15  | Douglas Peak           | 3 087 m  |
| 16  | Mount La Perouse       | 3 081 m  |
| 17  | Mount Haidinger        | 3 068 m  |
| 18  | The Minarets           | 3 056 m  |
| 19  | Mount Malaspina        | 3 050 m  |
| 20  | Mount Magellan         | 3 049 m  |
| 21  | Mount Aspiring         | 3 030 m  |
| 22  | Mount Dixon            | 3 019 m  |
| 23  | Glacier Peak           | 3 009 m  |